# Città di mare con abitanti
Città di mare con abitanti è un romanzo satirico di Luigi Compagnone. Pubblicato nel 1973, lo stesso anno ha vinto il Premio Napoli.

## Contenuto
La narrazione è strutturata in una serie di piccoli racconti. Protagonista è una città di mare, alla quale l'autore non vuole dare un nome, come spiega nella breve nota introduttiva al libro.

### Racconti
In quasi tutti i racconti è presente la morte, accompagnata da violenza, follia di gruppo, oppure da deformazioni oniriche o allucinatorie. Così un gesto comune può scatenare un linciaggio (L'incendiario, La pistola, Il salotto), o un suicidio singolo (Il colpo, Le agnizioni) o collettivo (I re). Vi sono poi altre deformazioni, come il collezionismo di cadaveri (Il defunto), la preghiera esaudita per la morte del coniuge (La grazia), la recita dal vero di un passo del Marchese de Sade (La nouvelle Justine), l'agonia tra l'indifferenza e i litigi dei familiari (Acqua!).
Periodicamente appare il mendicante cieco Antonio Palabra che, con una chitarra e l'aiuto di una colomba reggi-piattino, canta alcune storie, serene e piene di giochi verbali e fonetici (Alonzo di Cettiglio, Annabella di Sorano, Nicola di Agrigento, Antonietta di Anagni, Fra' Mauro delle Valli).
Questi i titoli degli episodi:
- La ripresa
- Gli estremi saluti
- Il mostro
- Il brindisi
- La strada
- La pioggia
- La pistola
- Il salotto
- La voliera
- L'incendiario
- Le facce
- Il testamento
- La sparatoria
- Un commesso viaggiatore
- Alonzo di Cettiglio
- Il fumo
- Il colpo
- L'invito
- La fantasia
- Le anime morte
- Il fantasma
- I puniti
- Il magnetismo
- La triglia
- La lotta
- Il defunto
- La museruola
- Il processo
- Il leone
- L'anestesia
- Annabella di Sorano
- Le case
- La nouvelle Justine
- L'incubo
- Il contrario di Kafka
- La contraffazione
- I re
- La sfida
- Le agnizioni
- Il parco
- Lo sconosciuto
- La grazia
- Il gelato
- La faccia
- Il panino
- Nicola di Agrigento
- La tramontana
- La fine del mondo
- Il «13»
- Il segno
- I miraggi
- Teatrino
- La finestra
- La carica
- L'esecuzione
- La sigaretta
- Mariquita
- Marilina
- Antoñito el Granadino
- Serenamente
- La grossa Yvonne
- Antonietta di Anagni
- L'assalto
- Il santo
- Il carcere
- Il grido
- La quercia
- I bei sogni
- Il letto
- Il cappotto
- La Danimarca
- Il male primitivo
- La visita
- Il magnaccia
- I ricordi
- Gli sposi
- La lupa
- Acqua!
- Il sapere
- L'idillio
- Una fiaba
- Il principe
- Il vino
- Fra' Mauro delle Valli
- Il colombo
- I sogni
- La vista del male
- La sfera
- Il televisore
- Il Girarrosto
- Il vampiro
- Un ex uomo
- Prima del ciclone
- Il sole
- Il patibolo

### Il primo racconto e l'ultimo
I due punti estremi del libro hanno come protagonista la stessa donna, di nome Immacolata Cercone. Sono accomunati da un'azione di Immacolata che diventa un comportamento di gruppo.
Nel primo racconto, La ripresa, accade che un lunedì mattina, dopo aver ascoltato la radio e prima di iniziare le faccende quotidiane, Immacolata si attacca alla canna che porta alla cloaca condominiale e, nel raggiungere la sua mèta (la cloaca), saluta allegramente i condomini. Costoro, indignati, urlano: "O tutti, o nessuno!" e parte una vertiginosa discesa nella cloaca, dove queste persone si producono in capriole, nuotate, giochi e sputi, tra il giubilo generale.
Nell'ultimo racconto Il patibolo, la città si sveglia con la visione del nuovo prodigio: un perfetto patibolo nella Piazza Grande, con tanto di boia. Tutti accorrono schiamazzando e la prima a passare sotto la mannaia è proprio Immacolata Cercone. Tra scene di incontenibile gioia, ("Di fronte alla morte siamo tutti uguali"), cadono le teste e a mezzogiorno il boia è un po' stanco. Ma ancora molte persone vogliono andare sul patibolo per essere uccise. La sera ha riempito la piazza di teste come fosse un paniere, tutti gli abitanti erano (con estrema felicità) stati sgozzati sul patibolo. Allora il boia comprende che il suo lavoro è finito e può smontare il patibolo.

## Edizioni
- Luigi Compagnone, Città di mare con abitanti, Rusconi, Milano 1973
- Luigi Compagnone, Città di mare con abitanti, postfazione di Giuseppe Montesano, Avagliano, Cava de' Tirreni \2000